# シェイク・ユア・マネーメイカー
「シェイク・ユア・マネーメイカー (Shake Your Moneymaker)」ないし「シェイク・ユア・マネー・メイカー (Shake Your Money Maker)」は、エルモア・ジェームスが1961年に吹き込み、ブルースのスタンダード曲となった楽曲。先行した様々な曲を踏まえて作られたこの曲は、ブルースや多分野のアーティストたちによって様々に解釈され、録音されてきた。「シェイク・ユア・マネーメイカー」は、ロックの殿堂が選んだ「ロックンロールを形成した500曲 (500 Songs that Shaped Rock and Roll)」にも選ばれている。

## 先行した楽曲
1958年、シカゴのブルース歌手でハーモニカ奏者のシェイキー・ジェイク・ハリス (Shakey Jake Harris) が、マジック・サムのギター、ウィリー・ディクソンのベースを含むバンドとともに、「ロール・ユア・マネーメイカー (Roll Your Moneymaker)」という曲を吹き込んだ (Artistic 1502)。この曲は、12小節形式のブルースで、ブレイクが数カ所入り、「ロール・ユア・マネーメイカー」というコーラス（繰り返し歌われる部分）が入っていた。エルモア・ジェームスの伝記のひとつによると、「シカゴのブルース界に伝えられた話では、ドラマーで歌も歌ったジェイムズ・バニスター (James Bannister)がこの「ロール・ユア・マネーメイカー」という曲の作者だといわれているが、彼自身はこの曲を吹き込むことはなかった（彼は、ジェームスとレコーディングもしているJ・T・ブラウン (J. T. Brown)）や同時期にシカゴで活躍したマジック・サムと共演経験があった）。また、ジェームス盤の「シェイク・ユア・マネーメイカー」のリズム・ギターの演奏は、ミシシッピ・ジョン・ハートが1928年に吹き込んだ「Got the Blues Can't Be Satisfied」 (OKeh 8724) からヒントを得たものだとする指摘もある。
一部には、「シェイク・ユア・マネーメイカー」は、チャーリー・パットンが1929年に吹き込んだ「Shake It and Break It」(Paramount 12869) や、ブッカ・ホワイト が1937年に吹き込んだ「シェイク・エム・オン・ダウン(Vocalion 03711) のバリエーションだとする見方もある。いずれにせよ、この曲は長くエルモア・ジェームスの「オリジナル」と見なされてきている。

## エルモア・ジェームスの録音
「シェイク・ユア・マネーメイカー」は、テンポが早い、12小節のブルース形式の曲で、スライドギターが特徴となっている。ジェームスはこの曲を、1961年の夏に、ルイジアナ州ニューオーリンズのコズィモ・マタッサのスタジオ（コズィモ・レコーディング・スタジオ）で、「キャンドルライト (candlelight)」と称される労働組合員以外のミュージシャンを使ったセッションによって、吹き込みを行なった。ドラマーでブルースハープ奏者のサム・マイヤーズ (Sam Myers) によれば、ジェームスは労働組合と問題を引き起こしており、録音セッションは夜になってから、光を落として、近所の住民の注意を引かないように行なわれたという。この録音のためにジェームスが集めたメンバーは、ジョニー・"ビッグ・ムース"・ウォーカー (Johnny "Big Moose" Walker)（ピアノ）、サミー・リー・ブリー (Sammy Lee Bully) (ベース）、キング・モーズ・テイラー (King Mose Taylor)（ドラムス）といった面々だった。吹き込みは、1回目は失敗したものの、2回目のテイクがシングル盤のマスターとして使用された。このセッションでは、計6曲の録音が行なわれ、この曲と「Look on Yonder Wall」がシングル盤としてリリースされた。（残りについては、いずれも後年に編集盤LP、CDなどでリリースとなっている。）
この曲はジェームスにとって最も広く知られた曲のひとつとなり、ダンス曲としても人気が出た。活動家で作家のジェームズ・メレディスは、エルモア・ジェームスがミシシッピ州の「Mr. P's という粗末なジューク・ジョイント（juke joint：安酒場）で」この曲を演奏し、「群衆を熱狂させる」様子を実見したことを書き記している。また、「30分かそれ以上、休むことなくバンドがこの曲を演奏することもよくあり、演奏が終わると集まっていた群衆が、もっとやってくれと懇願することもしばしばだった」という

## 他のバージョン

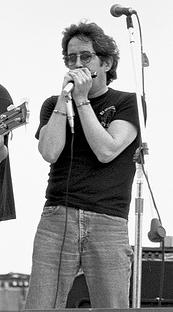
ポール・バターフィールド(1979年）

ポール・バターフィールドは、1965年のアルバム『The Paul Butterfield Blues Band』にこの曲を収録している。この盤の演奏は、ドアーズのギタリストだったロビー・クリーガーに、彼らの楽曲「ブレイク・オン・スルー」のリフのアイデアを与えた。
1968年には、フリートウッド・マックのデビュー・アルバム『フリートウッド・マック』でこの曲が取り上げられている。
ジョージ・サラグッドは、1988年のアルバム『Born to Be Bad』に、この曲を収録した。
1999年には、ブラック・クロウズが、ジミー・ペイジと共演したライブ演奏を録音し、2000年に『Live at the Greek』としてリリースした。なお、彼らの1990年リリースのデビュー・アルバムのタイトルは『シェイク・ユア・マネー・メイカー (Shake Your Money Maker)』であったが、そちらではこの曲は取り上げていない。
2010年6月、エリック・クラプトンとジェフ・ベックは、クラプトンが主催したクロスローズ・ギター・フェスティバル (Crossroads Guitar Festival) で、この曲を共演した。
この曲はまた、2010年のフォガットのアルバム『Last Train Home』にも収録されている。さらに、ロッド・スチュワートの2013年のアルバム『タイム〜時の旅人〜』にも、ボーナス・トラックとして収録されている。